# 細犬
细犬，又稱细狗、細獵狗、快犬，是一种产于中国的速度型猎犬。现存的种类主要有陕西细犬、河北细犬、山东细犬和蒙古细犬，等。

## 背景
细犬是源自中國的古老本土犬種，有證據顯示其歷史已超過2,500年。縱觀中國歷代王朝，無論是貴族還是平民，都對細犬青睞有加。在許多中國古墓與文化遺物中，都能找到這種犬隻的身影。
有些犬學家推測，細犬是當今所有視獵犬的主要祖先；但也有人指出，在近代，細犬可能與其他品種有過雜交，他們以東印度公司運至中國的格雷伊獵犬為例，來證明這一觀點。 這種犬隻過去常用於在黃土高原的開闊平坦地帶追捕獵物，但如今卻面臨困境，由於政府限制了人民的狩獵權，導致其數量驟減。中愛聯合純種犬文化發展中心（CKU）將其歸類為「稀有」犬種，並正努力復育。為此，中愛聯合純種犬文化發展中心於2017年啟動了一項從該犬種身上採集DNA的計畫。

## 外貌
细犬身形瘦长，公犬身高約60至78公分，母犬則較矮，約65至75公分，体重在20至30千克之间，头狭长、额平、两耳间距小且下垂，脖细长，深腰细背成弓形，长尾，分为短毛品系和长毛品系等，毛色有青灰、黑、白和血红，等。

## 種類
目前已知的細犬主要種類包括：陝西細犬、山東細犬、河北細犬以及蒙古細犬，等。

### 陝西細犬
陝西細犬，又稱為「獫」、「陝西獵犬」或「咸獵犬」，是一種多功能的犬種，以其卓越的狩獵能力、可靠的護衛本能以及對主人的忠誠而聞名。有些專家認為，陝西細犬是所有細犬的始祖。此犬種的獨特之處在於其形似羊頭的略為彎曲又修長而窄的頭部。
陝西細犬主要分佈於中國陝西省渭河平原的渭南、咸陽和西安一帶。

### 山東細犬
山東細犬，又稱為「跳犬」，以其卓越的嗅覺和強烈的狩獵本能而聞名。在歷史上，該細犬種類曾是唐朝的皇家獵犬，並在之後數百年中持續受到人們的青睞，作為狩獵夥伴。除了狩獵用途，山東細犬在農場上也是高效的牲畜守衛犬。 這種細犬種類分為長毛和短毛兩種，長毛類型被當地人稱為「幡子」，短毛類型則被當地人稱為「滑條」。

### 河北細犬
河北細犬，又被稱為「康熙御犬」，外觀與格雷伊獵犬非常相似。這種細犬主要用於追捕野兔，並以其忠誠、超強的記憶力、敏銳的嗅覺、強烈的捕獵慾望及卓越的耐力而備受推崇。該細犬種類非常適合在開闊的平原上狩獵，同時也能成為稱職的護衛犬。
該細犬種類是山東細犬改良和擴展後的細犬種類，有學者推測，該細犬種類最早出現在五代十國時期。到了清朝，該細犬種類被選為皇家獵犬，尤其受到康熙皇帝的喜愛。

### 蒙古細犬
蒙古細犬，又稱「契丹獵犬」，其特點是體格更為粗壯，被毛也更厚實。 這種細犬以其堅韌不拔的毅力、敏銳的嗅覺和卓越的奔跑能力而聞名。 這個細犬種類的歷史可追溯至遼代，當時深受北方地區的貴族青睞，既是狩獵犬，也是看家護院的好幫手。史料記載，成吉思汗在征戰歐洲時，曾帶上這種細犬同行。專家認為，這個細犬種類的部分血統可能源於薩路基。目前，此種細犬主要分佈在中國的黑龍江、吉林、遼寧及內蒙古東部地區。與其他細犬一樣，如今也相對稀少。

## 神話
哮天犬，為中國神話中的神犬，也是二郎神的忠實夥伴。根據許多神話典籍、繪畫和雕塑的描述，哮天犬是一隻體型修長、毛髮短促的白狗。因此，有學者認為哮天犬的原型，就是白色的短毛細犬。

## 民俗活動
細狗攆兔，又稱「蒲城细狗撵兔」，是一項歷史悠久的中國民間競技活動。這項活動在中國十多個省份和地區廣受歡迎，包括陝西、山西、河南、湖北、湖南、內蒙古、寧夏、甘肅等地。據說，它的起源可以追溯到戰國至秦朝或更早，發源地在渭河以北的地區。
這項活動通常會在特定的節日和時間舉行，主要包括元宵節、端午節、臘八節等。在當天，狗主人會為他們的細犬穿上特製的衣服，或是繫上色彩鮮豔的綵帶，然後解開狗繩，讓細犬們奔跑追逐兔子，狗主人們會拿著一種名為「矛鐮」的工具，當兔子被細犬追逐過来的那一瞬間將該工具甩過去擊中的兔子，讓兔子翻倒，然後追逐過來的細犬就會咬住兔子。

## 畫廊

### 唐朝

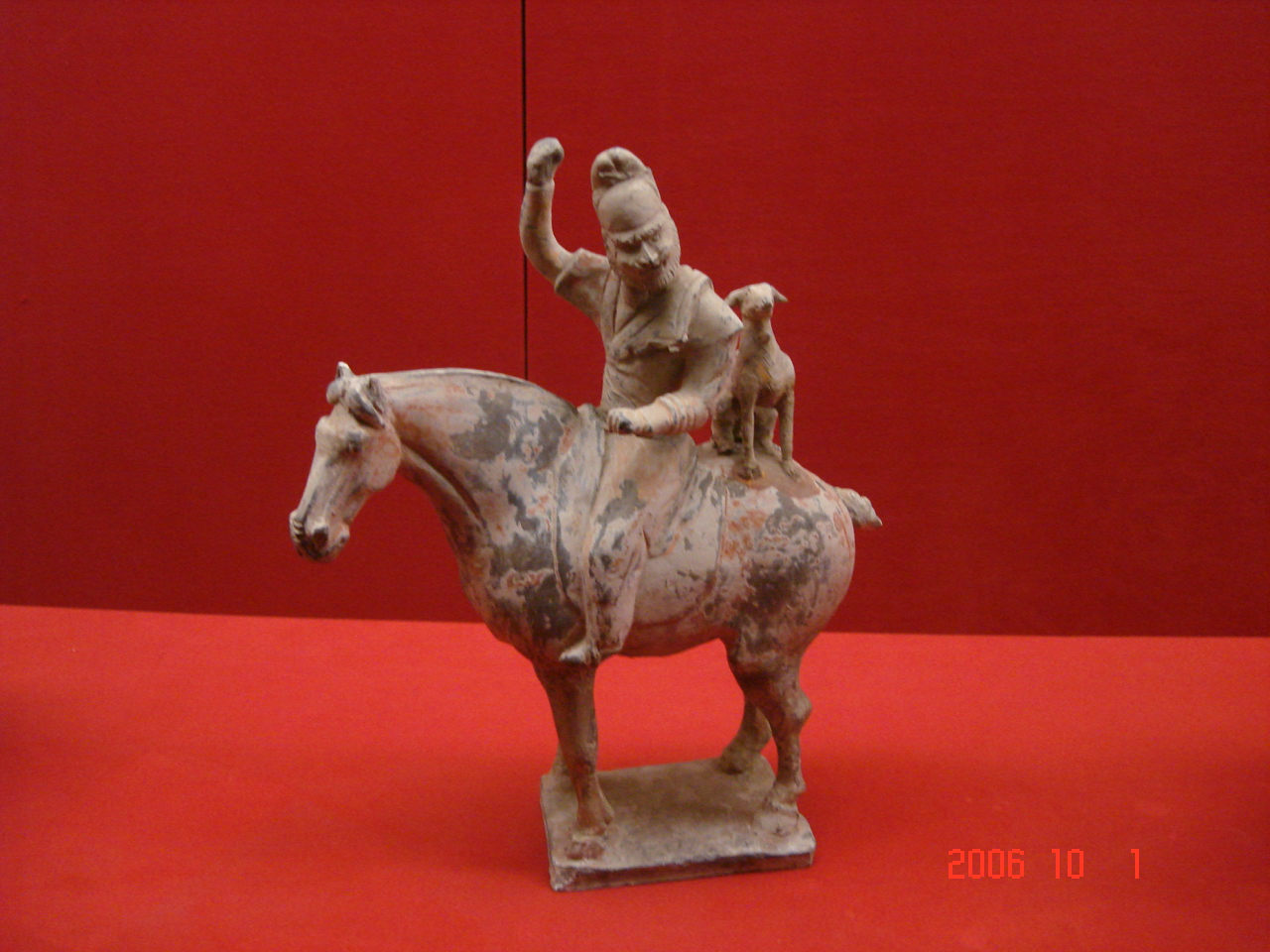
唐 騎馬俑, 馬鞍後部

### 宋朝

宋 搜山图 (局部), 中間 (公元1250年)
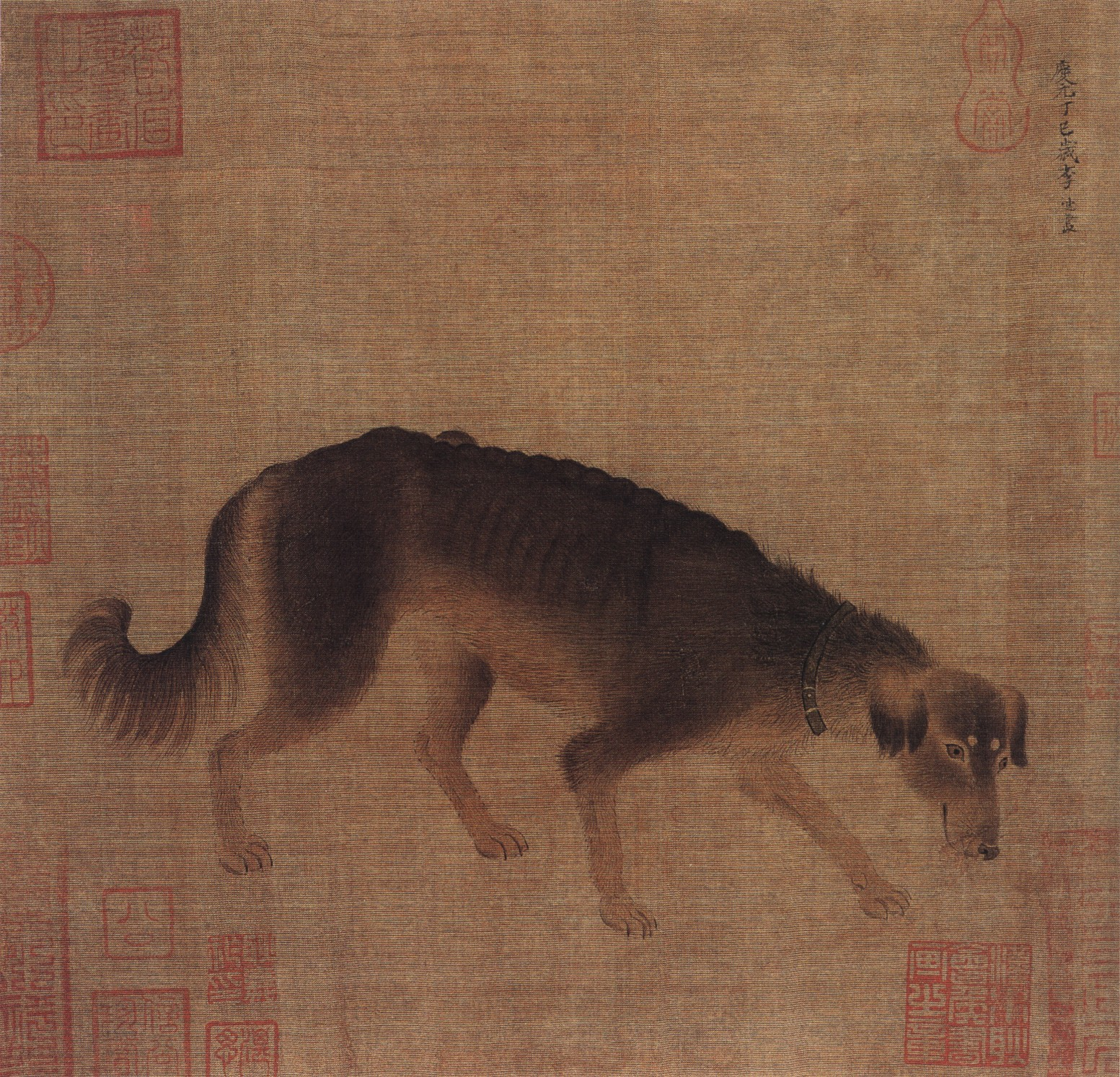
宋 獵犬 ( 12世紀 )

### 元朝

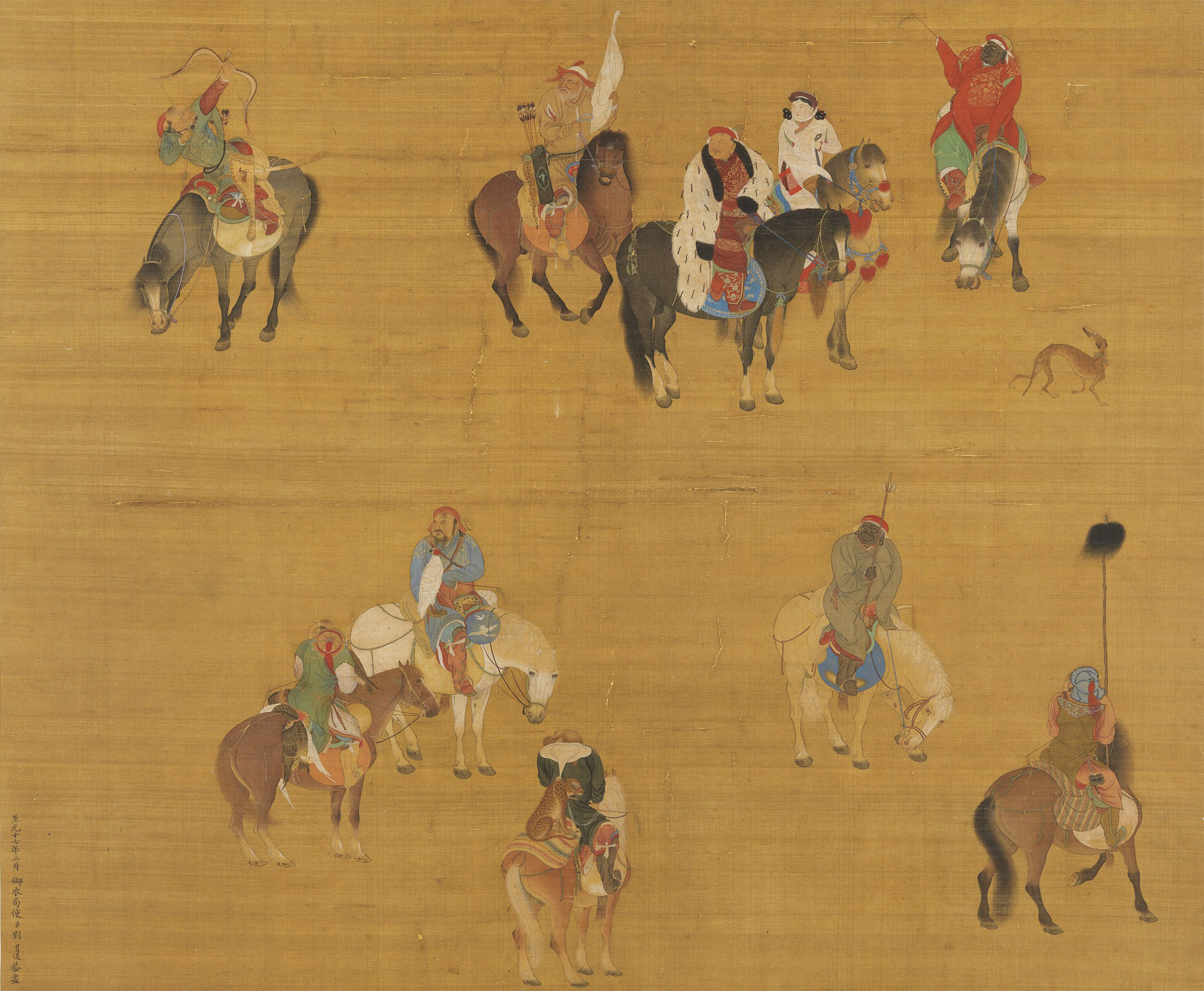
元 元世祖出獵圖 (局部), 右上 (公元1280年)

### 明朝

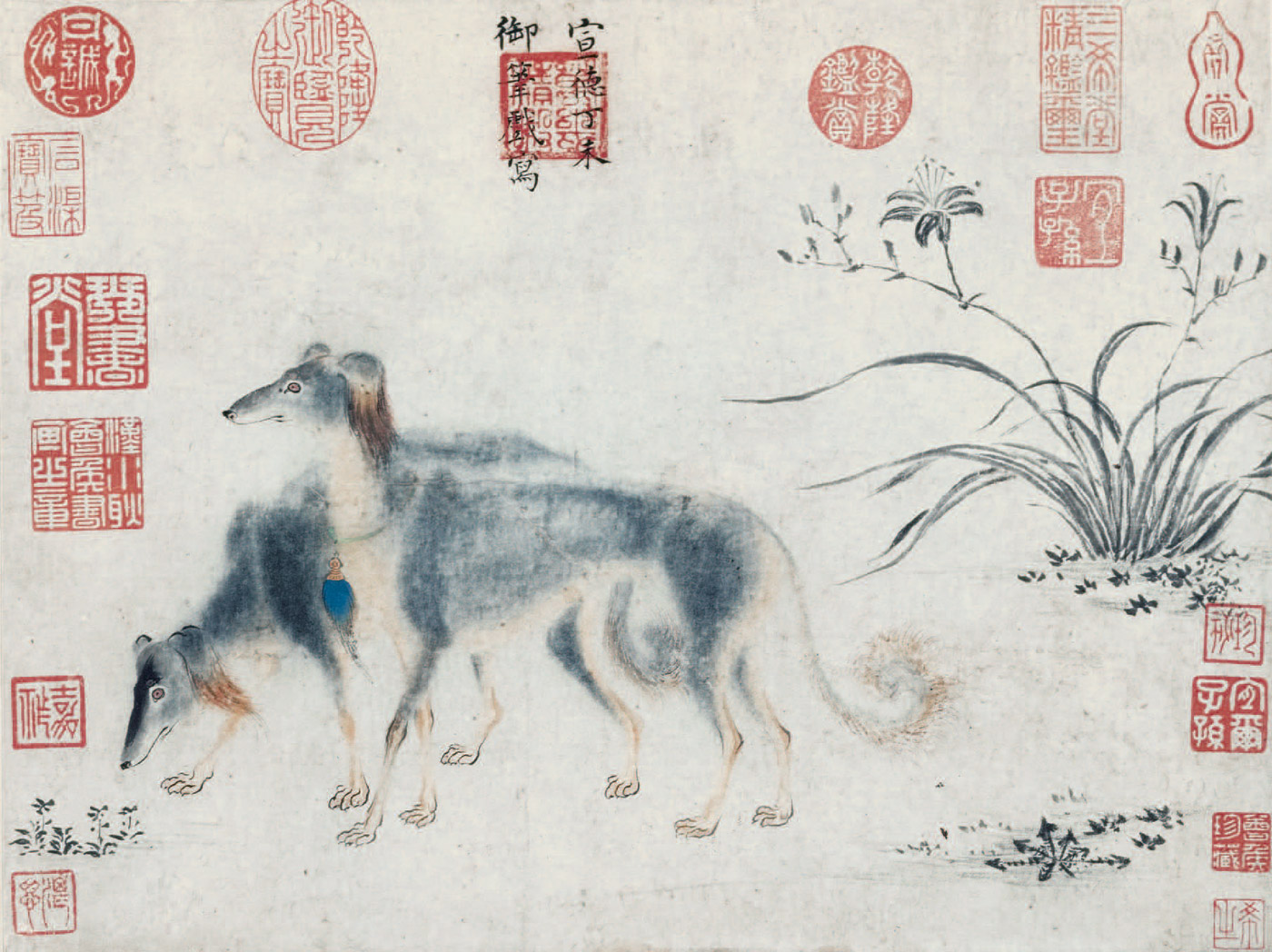
明 兩隻細犬, 明宣宗繪 (公元1399年–公元1435年之間)
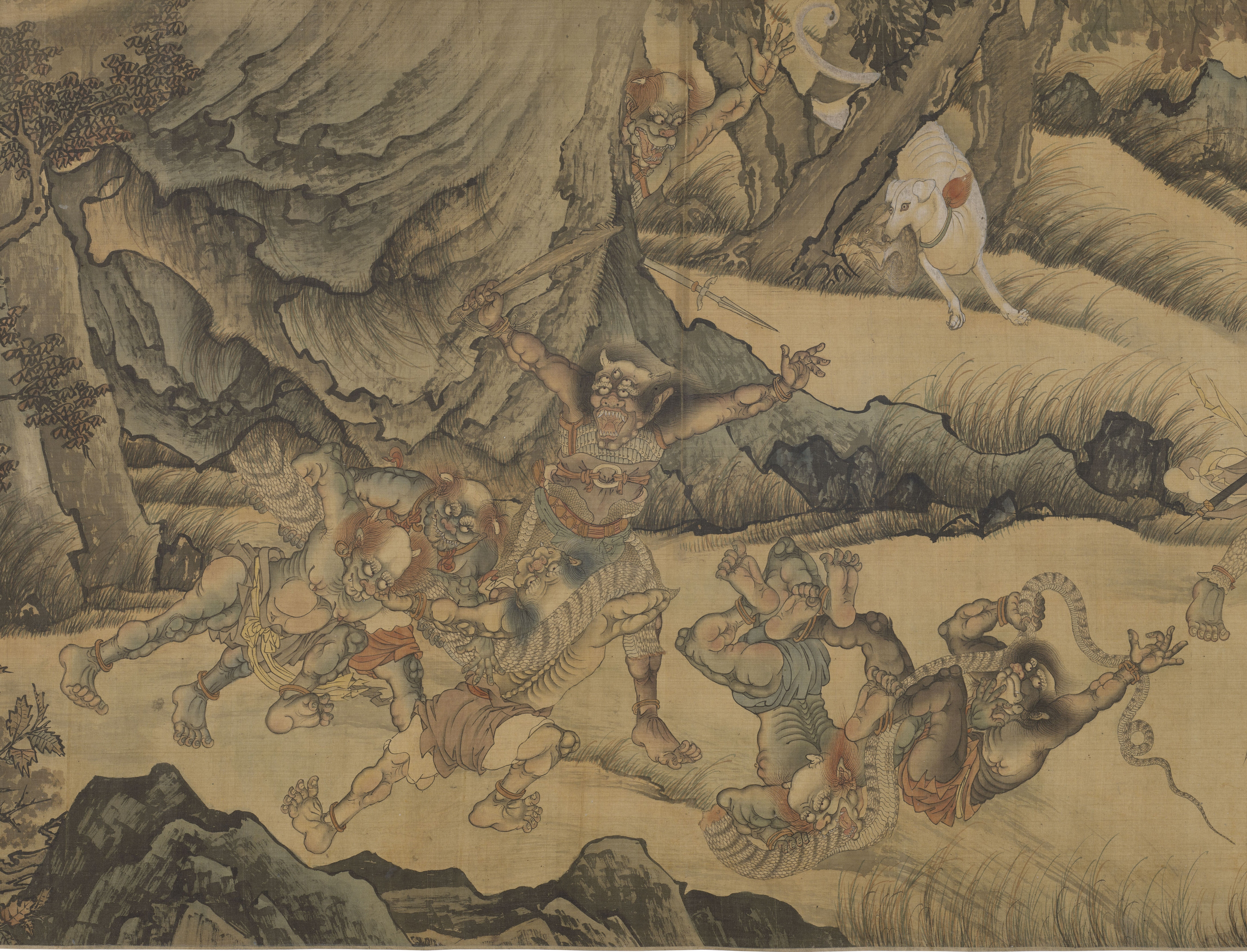
明 搜山图 (局部), 右上 (公元1450年)
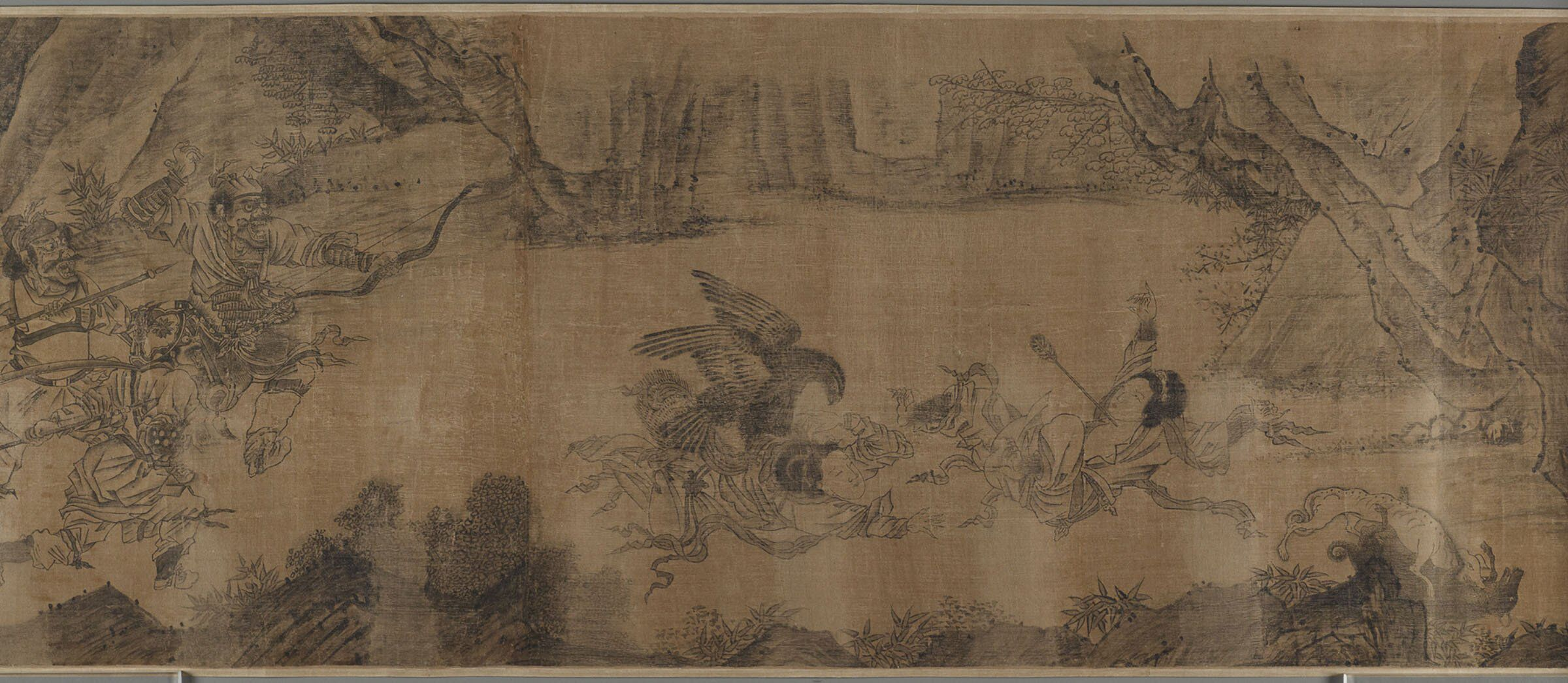
明 灌口搜山图 (局部), 右下 (約公元1500年)

### 清朝

#### 十駿犬圖 (郎世寧繪 )

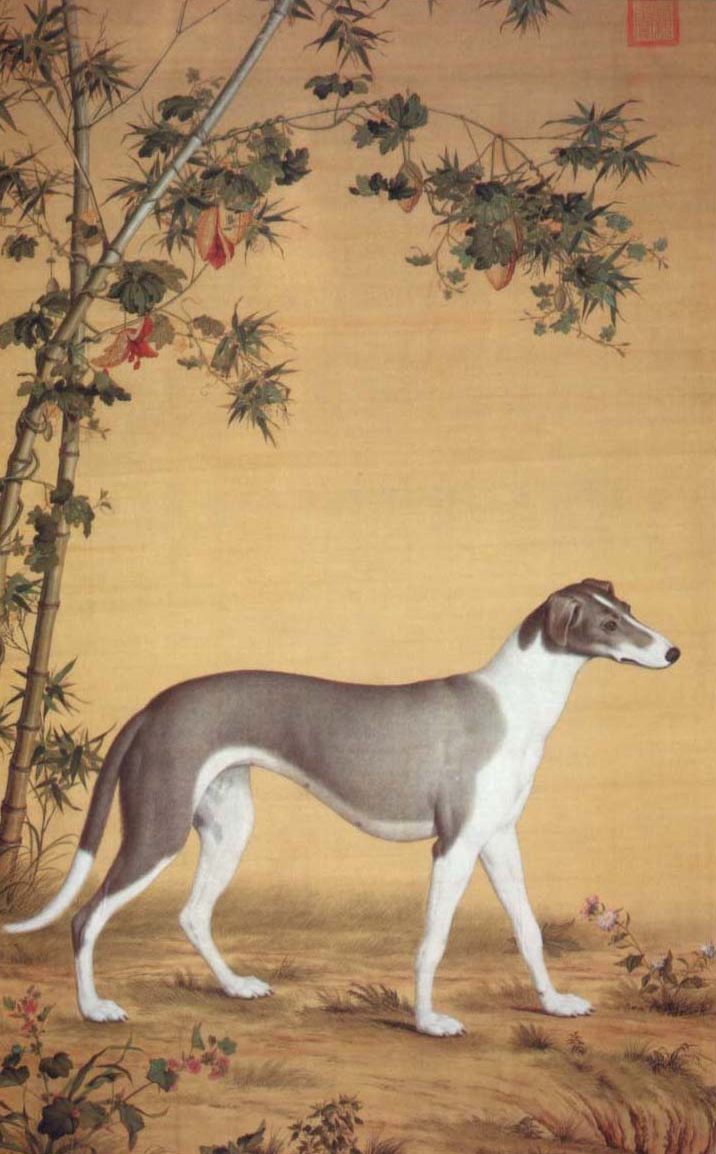
清代 十駿犬圖 之一, 郎世寧繪
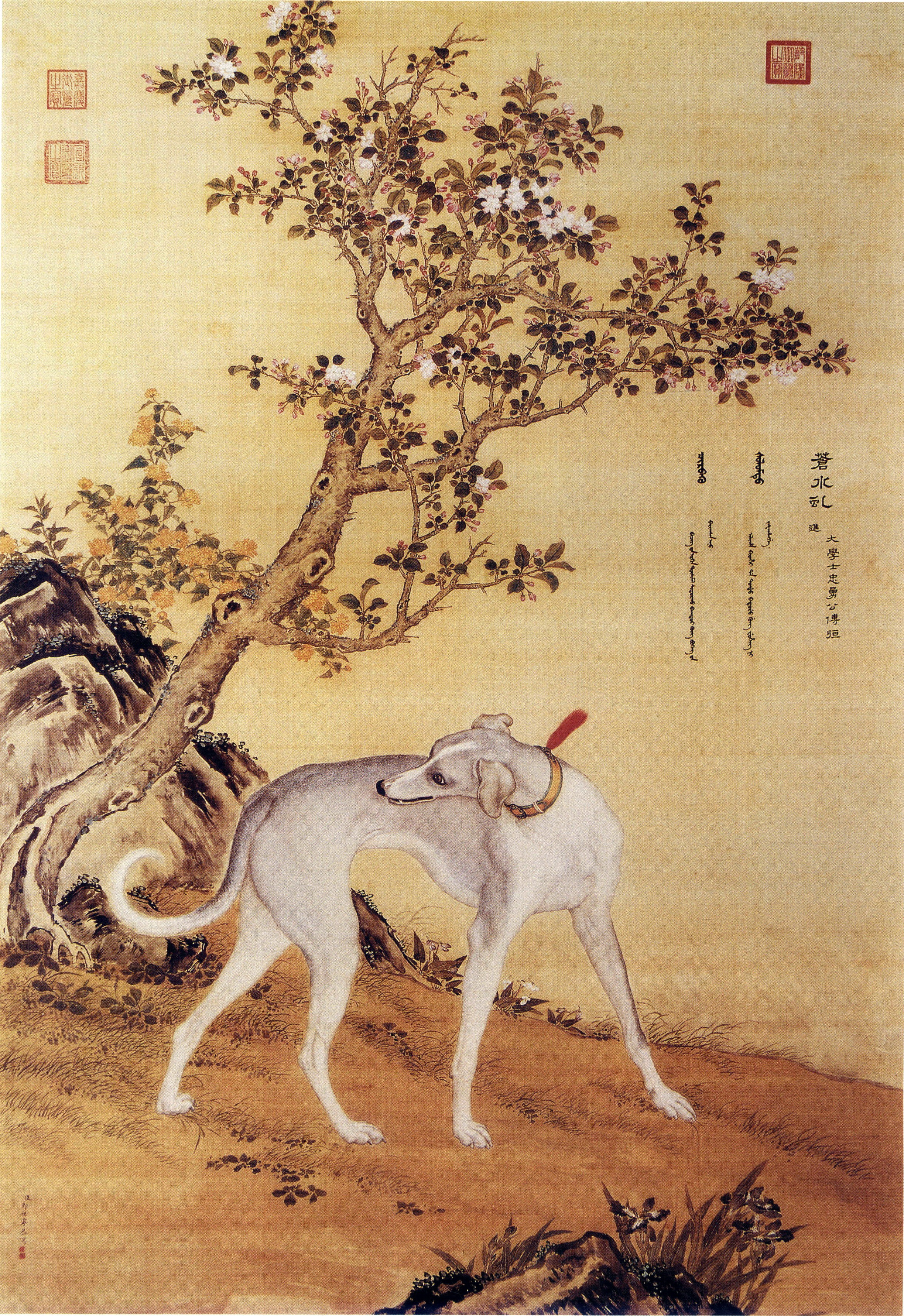
清 十駿犬圖 之一, 郎世寧繪
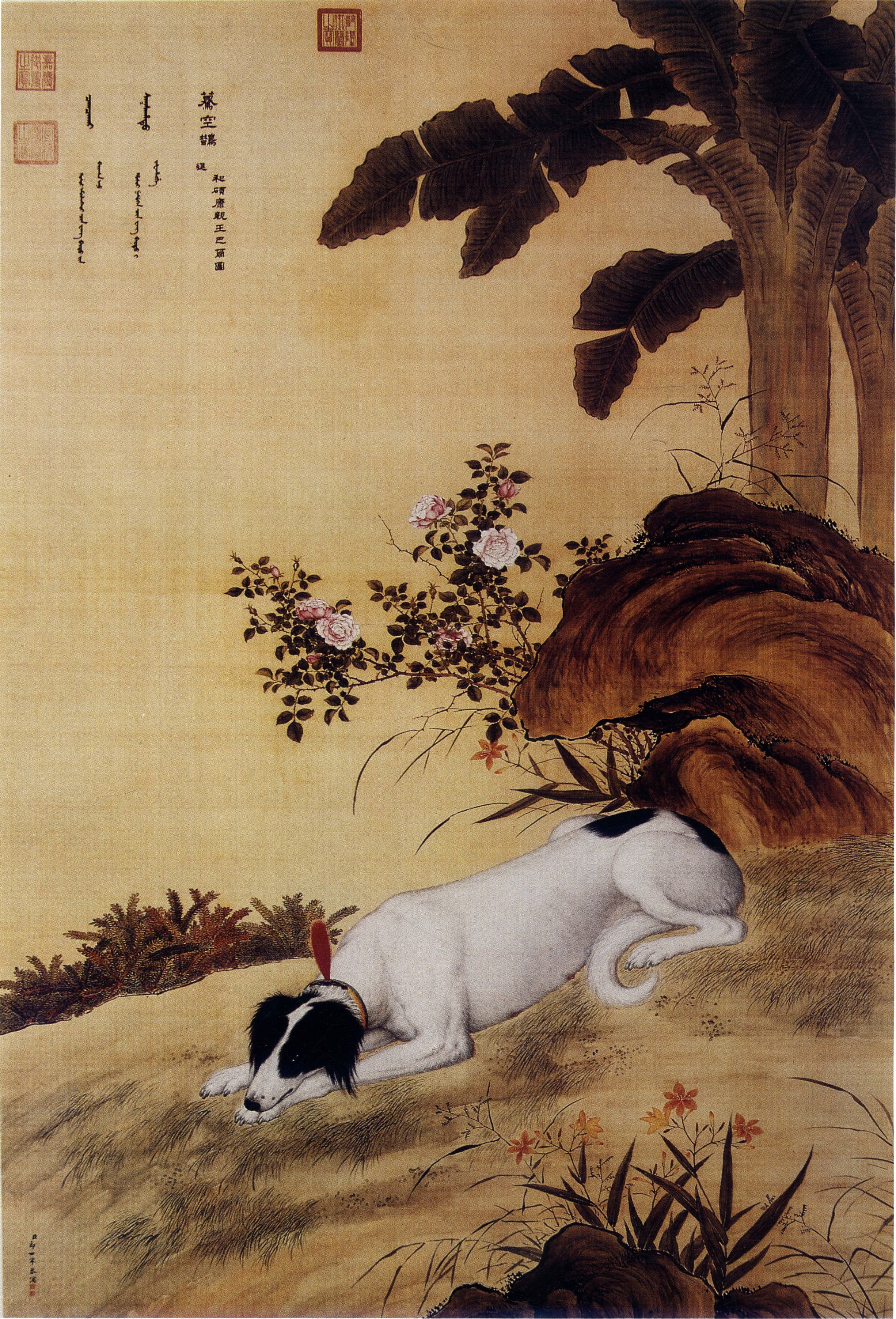
清 十駿犬圖 之一, 郎世寧繪
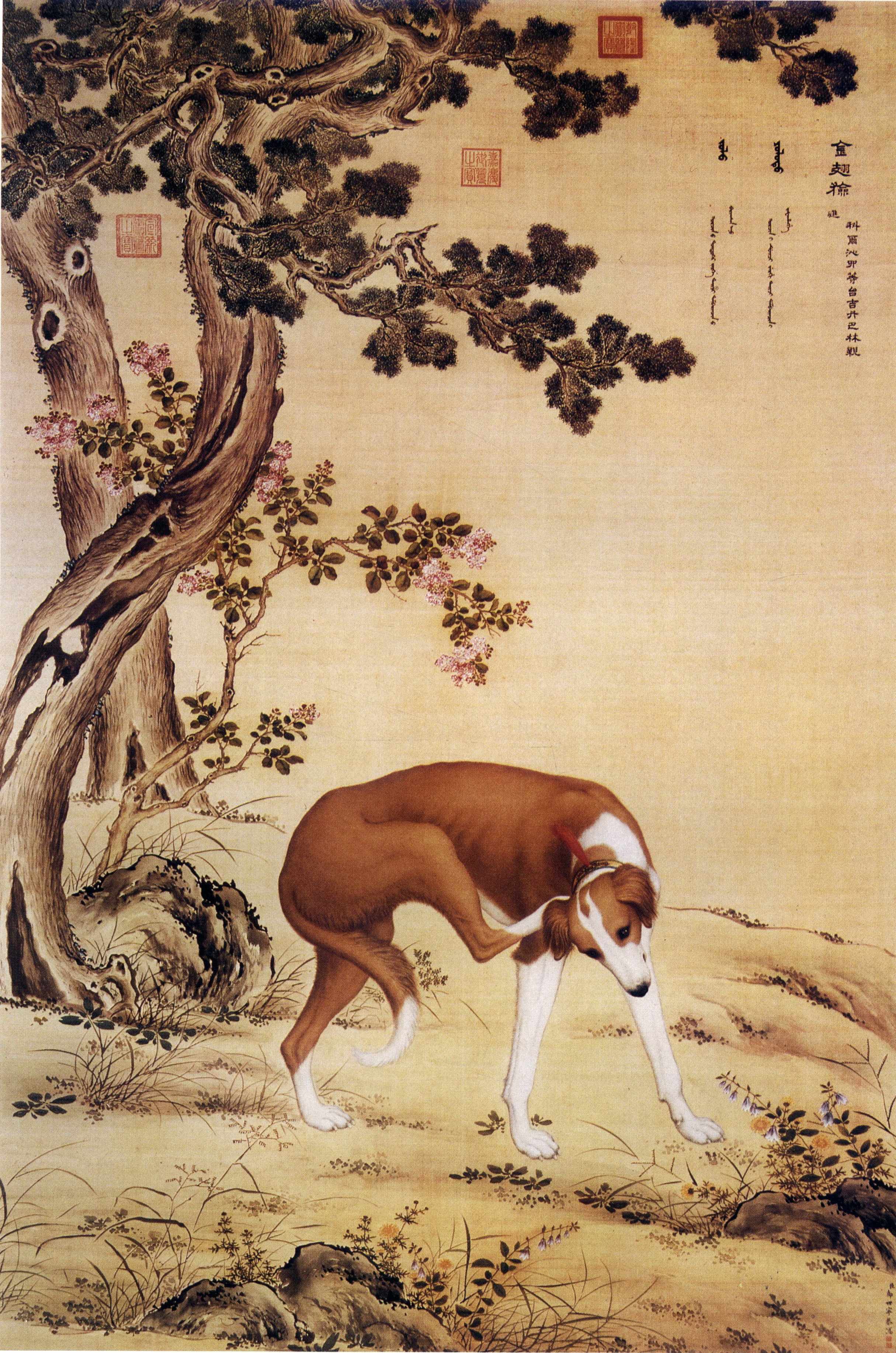
清 十駿犬圖 之一, 郎世寧繪
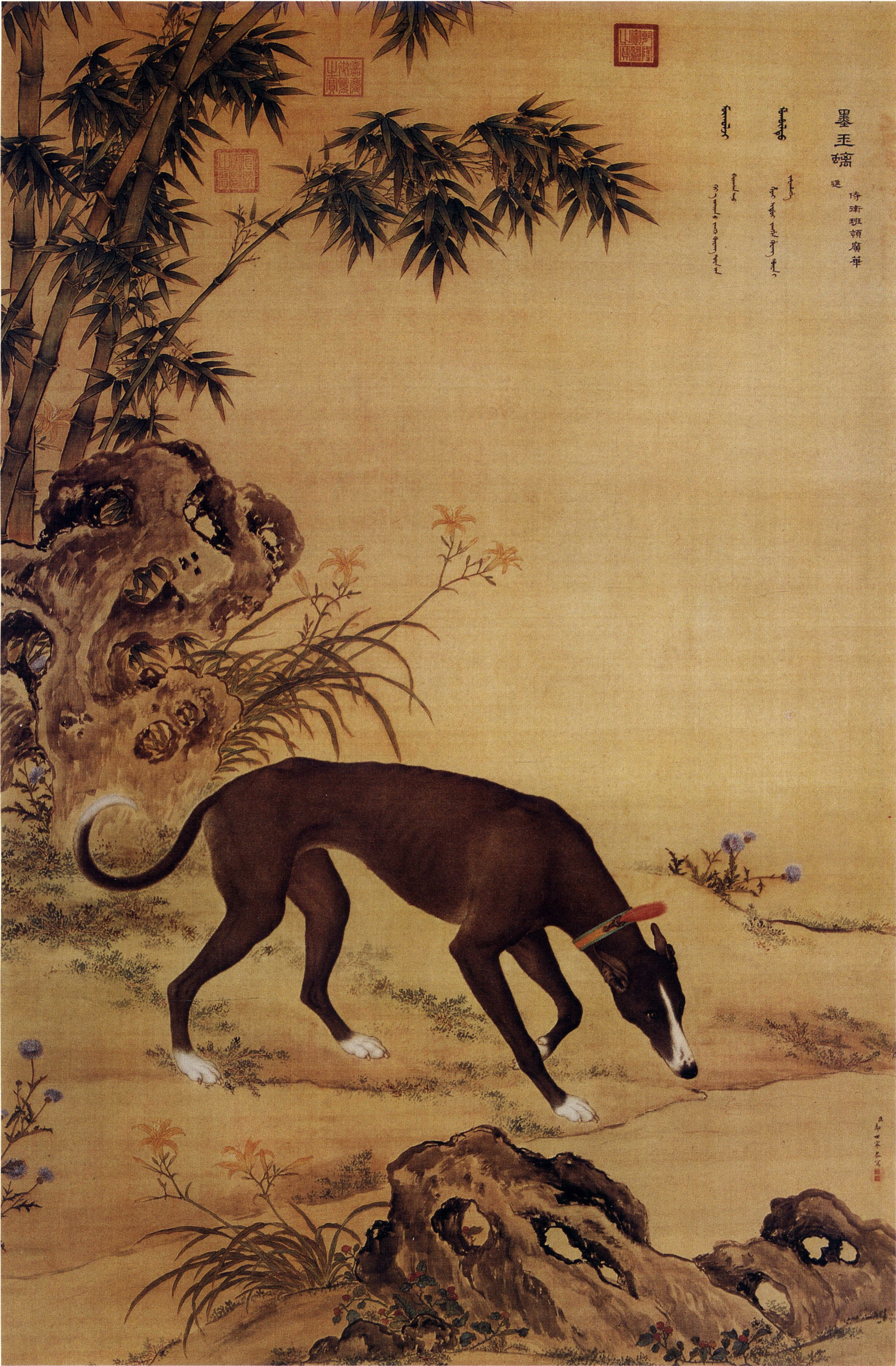
清 十駿犬圖 之一, 郎世寧繪
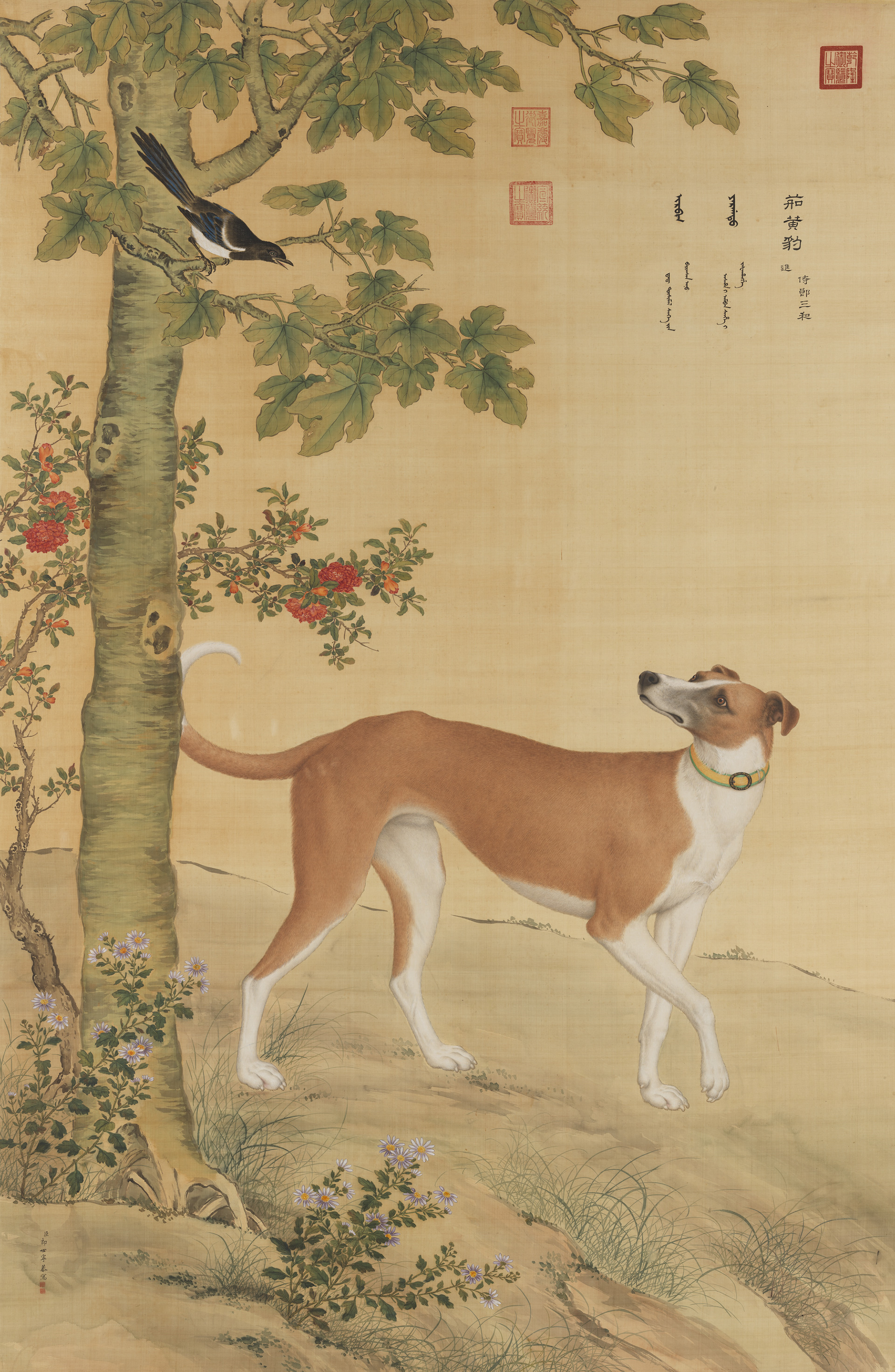
清 十駿犬圖 之一, 郎世寧繪
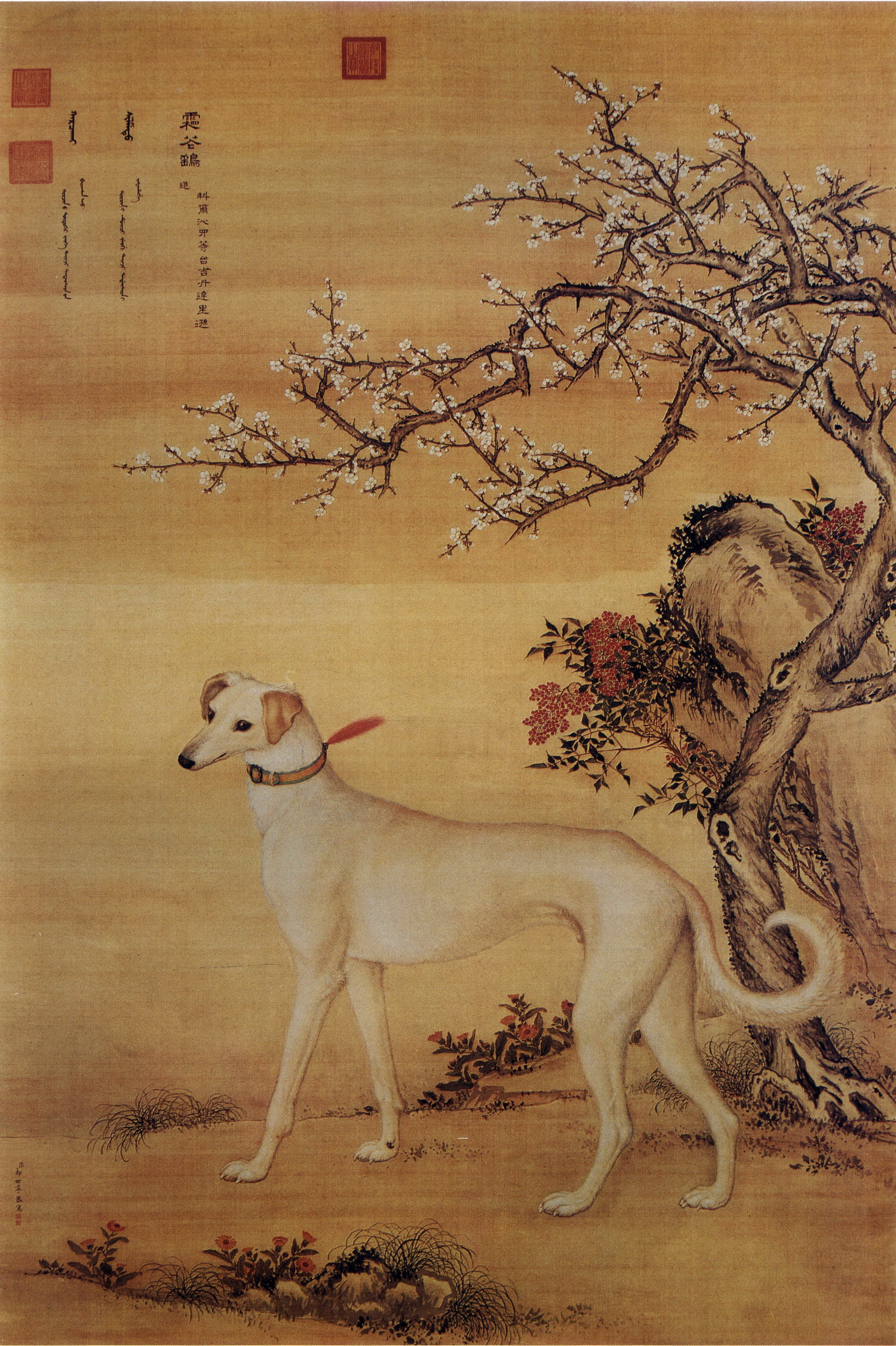
清 十駿犬圖 之一, 郎世寧繪
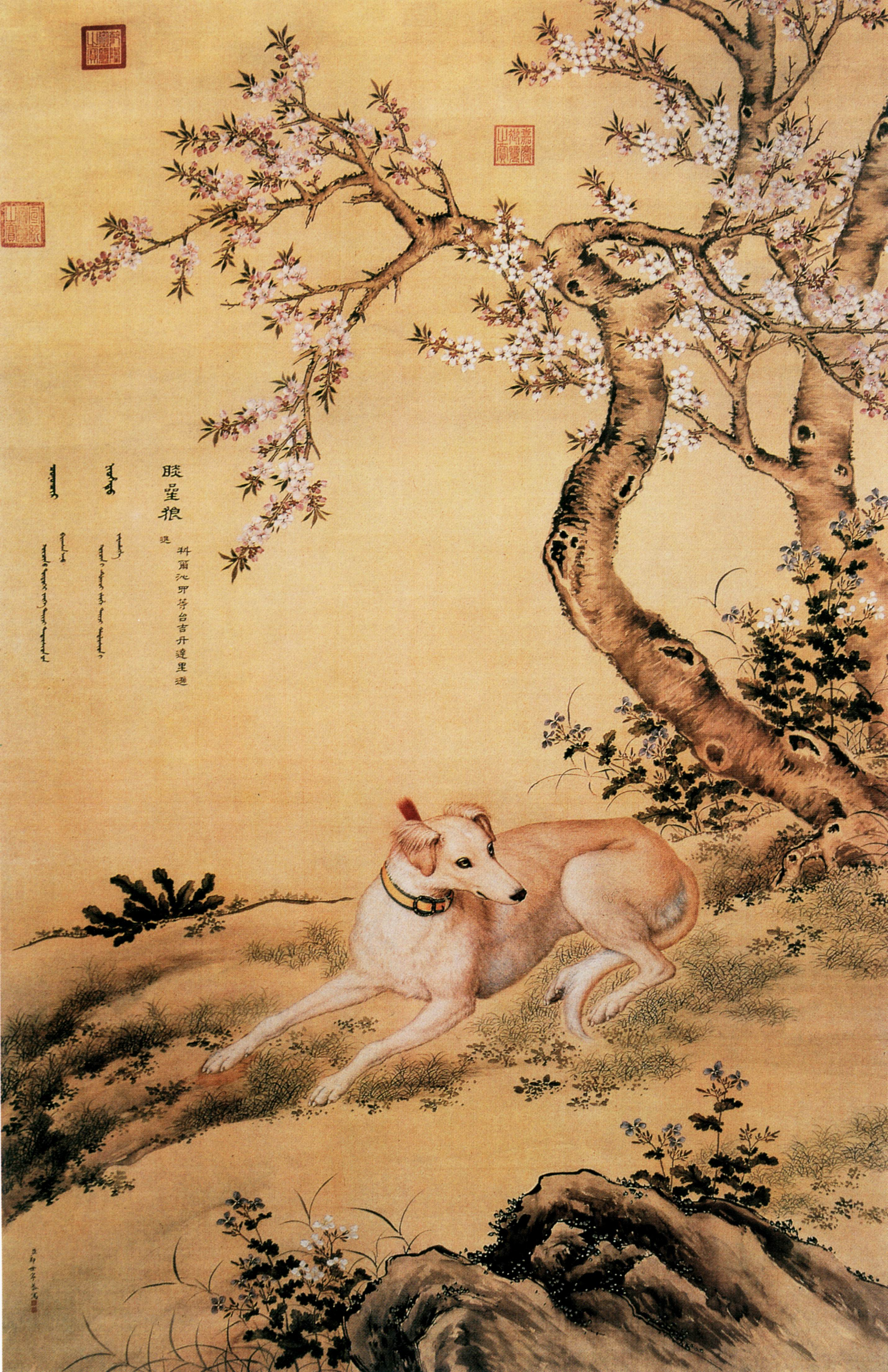
清 十駿犬圖 之一, 郎世寧繪
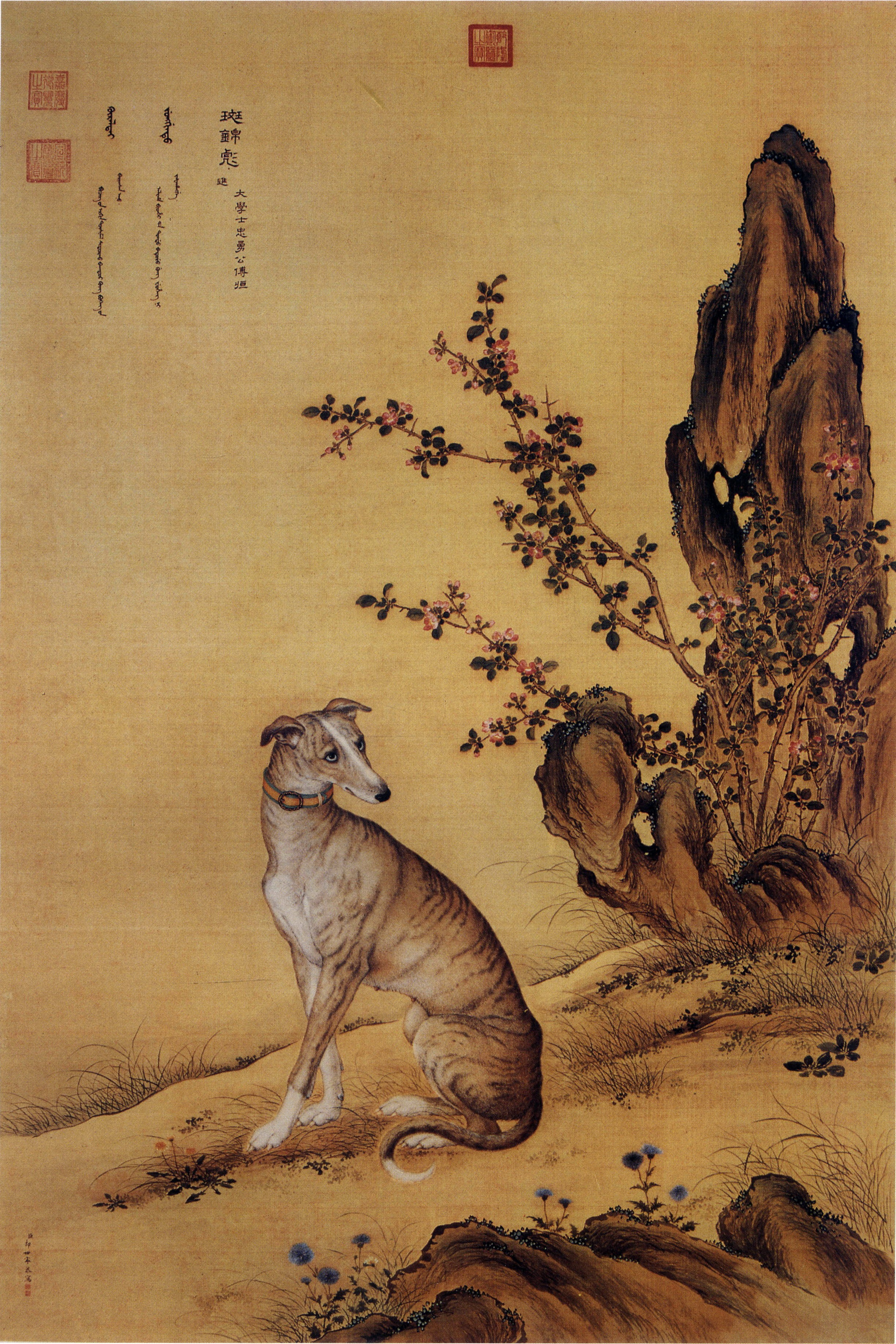
清 十駿犬圖 之一, 郎世寧繪
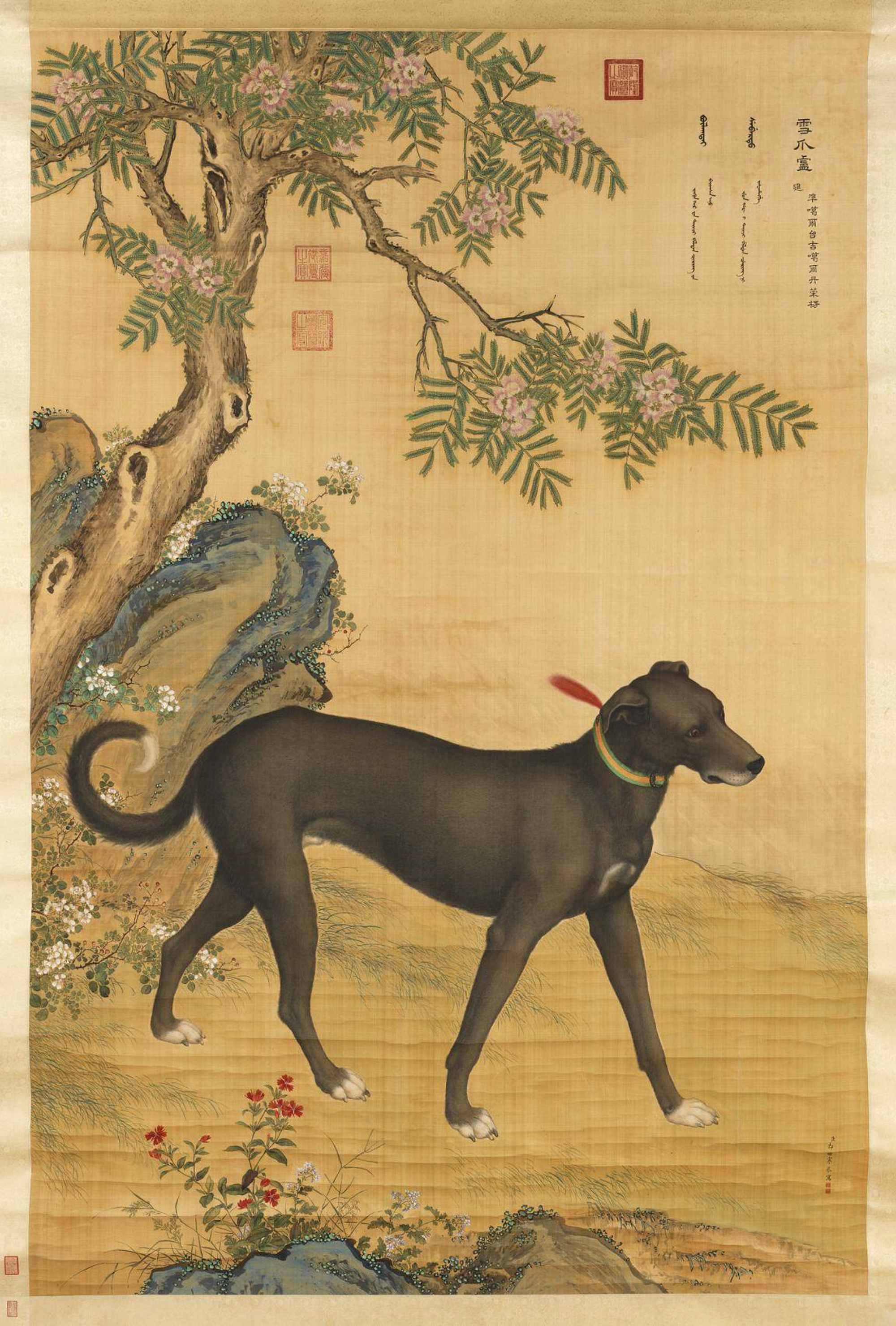
清 十駿犬圖 之一, 郎世寧繪

### 中華民國大陸時期

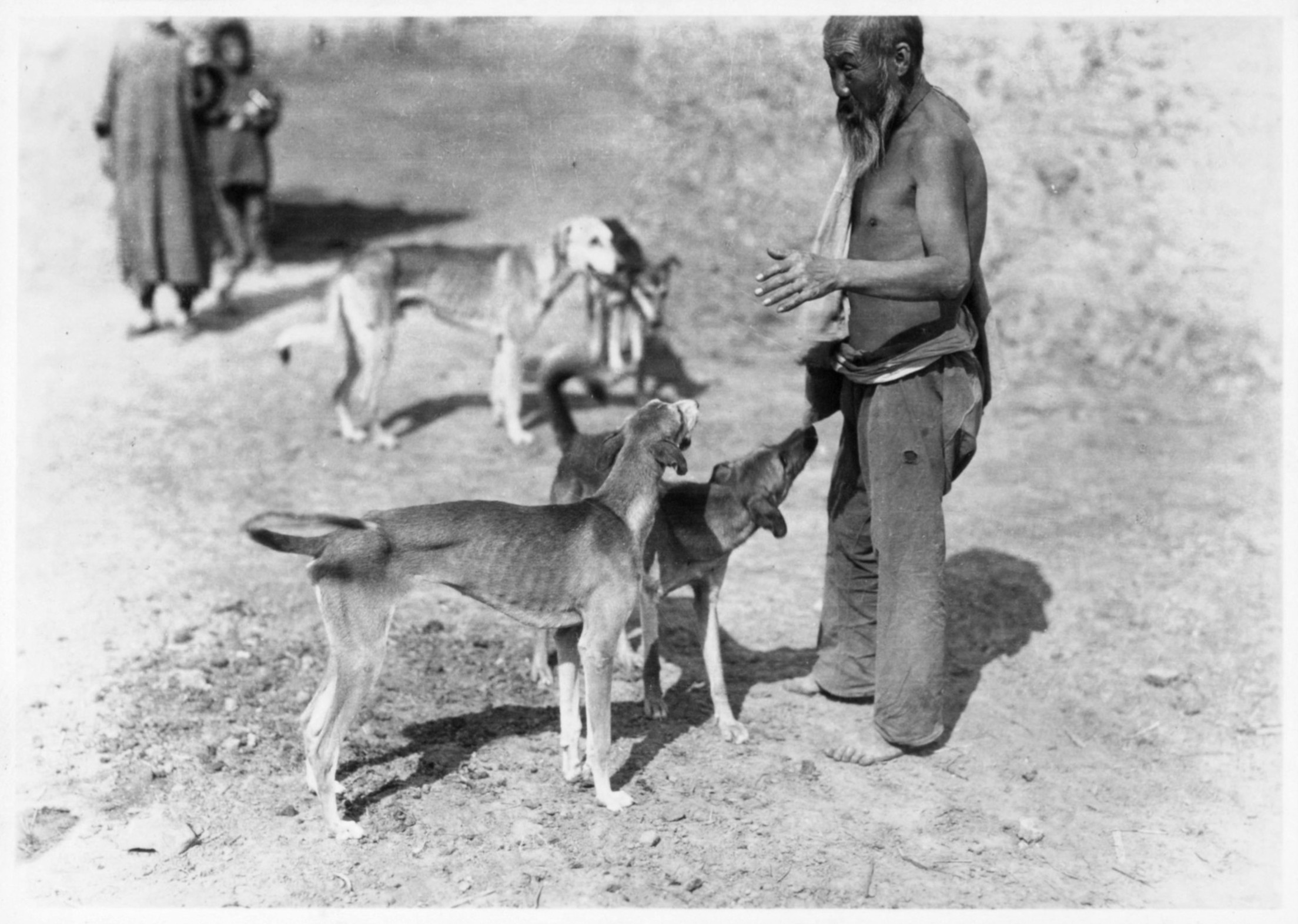
民國 四隻蒙古細犬

## 流行文化

### 漫畫
- 哮天：漫畫《非人哉》中的角色。他的獸形態是一隻藍灰色毛的細犬，其角色靈感來源於中國神話中的「哮天犬」。